# Chironomus brunneipennis
Chironomus brunneipennis är en tvåvingeart som beskrevs av Oskar Augustus Johannsen 1905. Chironomus brunneipennis ingår i släktet Chironomus och familjen fjädermyggor. Inga underarter finns listade i Catalogue of Life.